# St. John (Missouri)
Pour les articles homonymes, voir Saint John.
St. John est une ville de la proche banlieue de Saint-Louis, dans le comté de Saint-Louis, dans le Missouri, aux États-Unis,. Située au centre nord-est du comté, elle est incorporée en 1947.

## Démographie
Lors du recensement de 2010, la ville comptait une population de 6 517 habitants. Elle est estimée, en 2016, à 6 397 habitants.

### Source de la traduction
- (en) Cet article est partiellement ou en totalité issu de l’article de Wikipédia en anglais intitulé « St. John, Missouri » (voir la liste des auteurs).